# 2002 AA29
2002 AA29 ist ein sehr kleiner erdnaher Asteroid, der am 9. Januar 2002 durch die automatische Himmelsüberwachung LINEAR (Lincoln Near Earth Asteroid Research) entdeckt wurde. 
Der Durchmesser des Asteroiden beträgt nur zirka 50 bis 110 Meter. Er umkreist die Sonne auf einer der Erdbahn sehr ähnlichen, fast kreisförmigen Umlaufbahn. Sie verläuft zum größten Teil innerhalb der Erdumlaufbahn und kreuzt sie im sonnenfernsten Punkt des Asteroiden, dem Aphel. Er wird wegen dieser Umlaufbahn nach dem namensgebenden Asteroiden Aten als Aten-Typ klassifiziert. 
Eine weitere Besonderheit ist, dass seine mittlere Umlaufdauer um die Sonne exakt einem siderischen Jahr entspricht. Das bedeutet, dass er in Wechselwirkung mit der Erde steht, da eine solche Umlaufbahn nur unter bestimmten Voraussetzungen stabil ist. Bislang sind erst wenige derartige, in 1:1-Bahnresonanz mit der Erde wechselwirkende Asteroiden bekannt. Der erste war der 1986 entdeckte (3753) Cruithne. Asteroiden, die in 1:1-Resonanz mit einem Planeten stehen, werden auch koorbitale Objekte genannt, da sie der Bahn des Planeten folgen. 2002 AA29 gehört jedoch nicht zu den Trojanern, die die bekanntesten koorbitalen Asteroiden sind und sich in den Lagrangepunkten L4 und L5 des jeweiligen Planeten aufhalten. Er befindet sich vielmehr auf einer sogenannten Hufeisenumlaufbahn entlang der Erdbahn.

## Umlaufbahn

### Bahndaten

Umlaufbahnen von 2002 AA_{29} und der Erde um die Sonne in der senkrechten Sicht auf die Ekliptik; Bild: JPL

Wissenschaftler des Jet Propulsion Laboratory (JPL), der Athabasca University (Kanada), der Queen’s University in Kingston (Ontario, Kanada), der York University in Toronto und des Tuorlaobservatoriums der Universität von Turku in Finnland stellten schon kurz nach der Entdeckung durch LINEAR den ungewöhnlichen Orbit von 2002 AA29 fest, der durch Nachuntersuchungen am Canada-France-Hawaii Telescope auf Hawaii bestätigt wurde.

Umlaufbahnen von 2002 AA_{29} und der Erde um die Sonne seitlich betrachtet; Bild: JPL

Seine Umlaufbahn befindet sich größtenteils innerhalb der Erdbahn im Gegensatz zu den Bahnen der meisten Asteroiden im sogenannten Asteroidengürtel zwischen Mars und Jupiter oder noch weiter draußen außerhalb der Neptunbahn im sogenannten Kuipergürtel. Die Umlaufbahn ist der Erdumlaufbahn sehr ähnlich. Die mittlere Umlaufdauer beträgt ein siderisches Jahr und die mittlere Halbachse 0,993 AE. Die Umlaufbahn des Asteroiden ist nahezu kreisförmig und hat mit 0,012 eine noch geringere Exzentrizität als die Erdbahn mit 0,0167. 
Die zum Zeitpunkt der Entdeckung (im Jahr 2002) bekannten Asteroiden hatten im Durchschnitt eine wesentlich höhere Exzentrizität von 0,29. Auch die damals bekannten Asteroiden in 1:1-Resonanz mit der Erde wiesen  stark elliptische Bahnen auf – die Exzentrizität von (3753) Cruithne beträgt beispielsweise 0,515. Die Bahn von 2002 AA29 war zum Zeitpunkt der Entdeckung einzigartig. Daher wurde der Asteroid oft auch als erster echter koorbitaler Begleiter der Erde bezeichnet, da die Bahnen der übrigen davor entdeckten Asteroiden der Erdbahn nicht sehr ähnlich sind. Die Bahnneigung gegen die Ekliptik (Bahnebene der Erde) von 2002 AA29 ist mit 10,7° moderat. Somit ist seine Bahn leicht gegen die der Erde verkippt, ansonsten würden beide Bahnen direkt aufeinander liegen.

### Bahnform

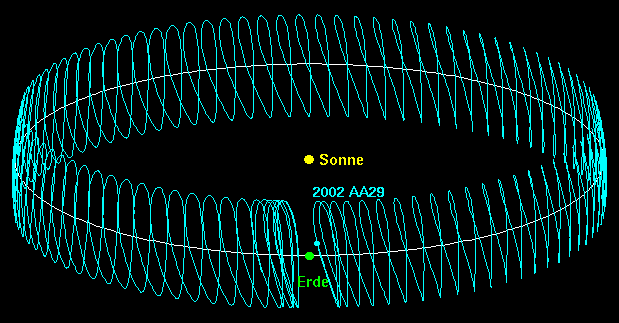
Hufeisenumlaufbahn von 2002 AA_{29} entlang der Erdbahn im Verlauf von 95 Jahren vom mit der Bahnbewegung der Erde mitbewegten Bezugssystem betrachtet; Bild: JPL

Im Gegensatz zu den Trojanern ist 2002 AA29 nicht an einem der beiden stabilen Lagrange-Punkte der Erdbahn (L4 oder L5) gefangen, sondern er bewegt sich von der Erde gesehen aus vor und zurück. Dabei scheint er sich der Erde von vorne zu nähern, beschreibt dann im Lauf von 95 Jahren  einen (hinter der Sonne liegenden) Kreisbogen von fast 360° und nähert sich ihr schließlich von hinten. Daraufhin kehrt er seine Bewegung um und nähert sich der Erde nach weiteren 95 Jahren wieder von vorne. Die Form des Bogens erinnert an ein Hufeisen, daher der Name Hufeisenorbit für seine Umlaufbahn vom mit der Erde mitbewegten Bezugssystem aus gesehen. Bei der Bewegung entlang des Erdorbits windet er sich spiralförmig um diesen, wobei er für eine Spiraldrehung ein Jahr braucht. Dieses Verhalten verhindert auch, dass 2002 AA29 auf der Erde einschlägt. Diese Spiralbewegung im mit der Erde mitbewegten Bezugssystem kommt durch seine leicht von der Erdbahn abweichende Exzentrizität und Bahnneigung zustande, wobei der Unterschied in der Bahnneigung für den vertikalen und derjenige der Exzentrizität für den horizontalen Anteil der projizierten Spiralbewegung verantwortlich ist. 
Kommt 2002 AA29 der Erde von vorn (also in Umlaufrichtung der Erde) nahe, so wird er durch deren Anziehungskraft in einen geringfügig schnelleren, etwas näher an der Sonne liegenden Orbit befördert. Er eilt der Erde auf ihrer Bahn nun voraus, bis er sie nach 95 Jahren einmal fast überrundet hat und sich ihr nun von hinten nähert. Jetzt gerät er erneut unter ihren Gravitationseinfluss und wird so auf eine langsamere Umlaufbahn etwas weiter weg von der Sonne gehoben. Dadurch kann er nun nicht mehr mit der Geschwindigkeit der Erde mithalten, bis diese ihn nach 95 Jahren wieder von vorn erreicht. Die Erde und 2002 AA29 verfolgen sich also immer abwechselnd, kommen sich jedoch nie zu nahe. 
Zum Zeitpunkt seiner Entdeckung näherte sich 2002 AA29 der Erde von vorne und war im Morgenhimmel sichtbar. Am 8. Januar 2003 näherte sich der Asteroid der Erde von vorn bis auf 5,9 Millionen Kilometer, was seine größte Annäherung für fast ein Jahrhundert sein wird. Seit diesem Zeitpunkt eilt er ihr nun voraus, bis er sie von hinten eingeholt haben wird. Aufgrund der subtilen Wechselwirkung mit der Erde muss man jedoch nicht befürchten, dass dieser Asteroid wie andere Erdbahnkreuzer mit der Erde zusammenstoßen könnte. Berechnungen zeigen, dass er in den nächsten Jahrtausenden der Erde niemals näher als 4,5 Millionen Kilometer nahekommen wird, was etwa dem Zwölffachen des Erde-Mond-Abstands entspricht.
Im Vergleich dazu nähert sich der größere koorbitale Begleiter (419624) 2010 SO16 nur auf den 50-fachen Mond-Abstand. Für die Distanz zwischen den Hufeisenpunkten benötigt er 175 Jahre.

Quasisatellitenumlaufbahn von 2002 AA_{29} im Jahr 2589 aus der Sicht senkrecht auf die Ekliptik. Die linke Seite zeigt die Bahnen von 2002 AA_{29} und der Erde aus dem ruhenden Bezugssystem, die rechte Seite ausschnittsvergrößert dieselbe Bahn von 2002 AA_{29} aus dem mit der Bahnbewegung der Erde mitbewegten Bezugssystem betrachtet; Bild: JPL

Aufgrund seiner Bahnneigung von 10,7° gegen die Ekliptik wird 2002 AA29 jedoch nicht immer von der Erde auf seine Hufeisenumlaufbahn gezwungen, sondern kann manchmal quasi durchschlüpfen. Er ist dann für eine Weile in der Nähe der Erde gefangen, was das nächste Mal in ungefähr 600 Jahren, also um das Jahr 2600 passieren wird. Er wird sich dann ständig in einem kleineren Abstand zur Erde aufhalten, als er in seinem Hufeisenorbit erreicht und sich nicht weiter als 0,2 Astronomische Einheiten (30 Millionen Kilometer) von der Erde entfernen. Von der Erde aus betrachtet wird er dann – fast wie ein zweiter Mond – langsam um sie kreisen; für einen Umlauf braucht er allerdings ein Jahr. Nach etwa 45 Jahren wechselt er schließlich wieder zurück in den Hufeisenorbit, um sich dann um das Jahr 3750 und noch einmal um 6400 wieder für 45 Jahre in der Nähe der Erde aufzuhalten.  In diesen Phasen, in denen er sich außerhalb seines Hufeisenorbits aufhält, schwingt er in dem schmalen Bereich entlang der Erdbahn, in dem er gefangen ist, innerhalb von 15 Jahren einmal vor und zurück. Da er nicht wie der Mond fest an die Erde gebunden ist, sondern hauptsächlich unter dem Gravitationseinfluss der Sonne steht, nennt man diese Körper Quasisatelliten.  Dies ist in etwa analog zu zwei Autos, die nebeneinander mit gleicher Geschwindigkeit fahren und sich wechselseitig überholen, jedoch nicht fest aneinander gebunden sind. 
Bahnberechnungen zeigen, dass 2002 AA29 bereits ab etwa 520 n. Chr. für 45 Jahre in diesem Quasisatellitenorbit war, jedoch aufgrund seiner winzigen Größe zu lichtschwach und somit nicht sichtbar. Er wechselt somit annähernd zyklisch zwischen den beiden Orbitformen, hält sich aber immer für 45 Jahre im Quasisatellitenorbit auf. Außerhalb einer Zeitspanne von ca. 520 bis 6500 n. Chr. werden die berechneten Bahnen chaotisch, also nicht berechenbar, weswegen man über Zeiträume, die darüber hinausgehen, keine exakten Angaben machen kann. 2002 AA29 war der erste bekannte Himmelskörper, der zwischen Hufeisen- und Quasisatellitenorbit wechselt.

## Ursprung
Durch Bahnstörungen der großen Gasplaneten, hauptsächlich durch Jupiter, und durch den Jarkowski-Effekt (Bahnänderung durch asymmetrische Ein- und Abstrahlung von Infrarotstrahlung) werden Asteroiden ins innere Sonnensystem abgelenkt, wo ihre Bahnen durch nahe Vorbeiflüge an den inneren Planeten weiter beeinflusst werden können. Nach diesem Mechanismus gelangte 2002 AA29 wahrscheinlich ebenfalls aus dem äußeren Sonnensystem in den Einflussbereich der Erde. Es wird jedoch auch spekuliert, dass der Asteroid in der Nähe der Erdbahn entstand und sich schon immer auf einer erdnahen Bahn bewegte. Eine Möglichkeit wäre in diesem Fall, dass er ein abgesprengtes Bruchstück des Zusammenstoßes eines mittleren Asteroiden mit der Erde oder dem Mond sein könnte.

## Physikalische Eigenschaften
Über 2002 AA29 selbst ist relativ wenig bekannt. Aufgrund seiner geringen absoluten Helligkeit von etwa 25 mag erscheint er von der Erde selbst mit großen Teleskopen nur als kleiner Punkt  und kann nur mit hochempfindlichen CCD-Kameras beobachtet werden. Um den Zeitpunkt der größten Annäherung am 8. Januar 2003 hatte er im visuellen Bereich nur eine scheinbare Helligkeit von etwa 20,4 mag. 
Über die Zusammensetzung von 2002 AA29 ist bislang nichts Konkretes bekannt. Aufgrund der Sonnennähe kann er aber nicht aus leichtflüchtigen Substanzen wie beispielsweise Wassereis bestehen, da sie schmelzen, verdunsten oder sublimieren würden, was man etwa bei Kometen an ihrem Schweif deutlich sichtbar beobachten kann. Vermutlich wird er wie die meisten Asteroiden eine dunkle kohlenstoffhaltige oder etwas hellere silikatreiche Oberfläche haben; im ersteren Fall läge die Albedo bei etwa 0,05, im letzteren etwas höher bei 0,15 bis 0,25. Aufgrund dieser Unsicherheit haben die Angaben für seinen Durchmesser eine relativ große Spanne. 
Aufgrund der bei der Entdeckung ermittelten absoluten Helligkeit von 23,9 mag wurde unter der Annahme einer typischen Albedo von 0,18 ein Durchmesser von 50 Metern ermittelt. Aus Radar-Echomessungen mit dem Arecibo-Radioteleskop ergaben sich ein maximaler Durchmesser von 30 Metern und eine maximale Rotationsperiode von 33 Minuten. Allerdings ist diese Messung mit einer großen Unsicherheit behaftet, da nur ein unerwartet schwaches Radarecho aufgefangen werden konnte. Zusätzlich gibt es Unsicherheiten bei der Ermittlung der visuellen absoluten Helligkeit aus verschiedenen Beobachtungen. Der mögliche Bereich der visuellen absoluten Helligkeit ermöglicht Durchmesser zwischen 16 und 60 Metern, wobei sich unterschiedliche Albedos ergeben.
Dies erschwert auch die  Klassifikation von 2002 AA29, da sie hier anhand des angenommenen Wertes der Albedo durchgeführt wird. Dieser ist wiederum typisch für bestimmte Klassen. Möglich ist eine Einordnung von 2002 AA29 in den C- oder den S-Typ. Die wahrscheinlichste Klasse ist der S-Typ, wobei 2002 AA29 dann Radar nur schwach reflektieren würde.

Wie bereits oben angegeben ist die Rotationsperiode von 2002 AA29 sehr kurz. Für einen maximalen Durchmesser von 30 Metern ergibt sich eine maximale Rotationsperiode von 33 Minuten. Der Asteroid rotiert so schnell, dass die Fliehkraft an seiner Oberfläche größer ist als seine Gravitationskraft. Er steht somit unter Zugspannung und kann deshalb nicht aus einem Haufen lose zusammenhängenden Schutts oder aus mehreren sich umkreisenden Bruchstücken bestehen – was man von einigen anderen Asteroiden vermutet beziehungsweise zum Beispiel beim Asteroiden (69230) Hermes auch nachgewiesen hat. Stattdessen muss der Körper aus einem einzelnen relativ festen Felsblock oder leicht zusammengebackenen Teilen bestehen. Die Zugfestigkeit, die benötigt wird, um den Asteroiden zusammenhalten, ist allerdings weitaus kleiner als die irdischen Gesteins. Die Radardaten lassen auch den Schluss zu, dass der Asteroid vermutlich recht porös ist.

## Ausblick
Aufgrund seiner sehr erdähnlichen Bahn ist der Asteroid für Raumsonden relativ leicht erreichbar. 2002 AA29 wäre also ein geeignetes Studienobjekt zur genaueren Untersuchung des Aufbaus und der Zusammensetzung von Asteroiden und der zeitlichen Entwicklung ihrer Bahnen um die Sonne. Da er sich allerdings inzwischen wieder von der Erde entfernt, nehmen die nötigen Startenergien und Flugzeiten wieder zu.
Weitere derartige auf Hufeisenbahnen oder auf einer Umlaufbahn als Quasisatelliten befindliche koorbitale Begleiter der Erde wurden in der Zwischenzeit bereits gefunden, wie zum Beispiel der Quasisatellit 2003 YN107. Des Weiteren vermutet man um die Lagrangepunkte L4 und L5 des Systems Erde-Sonne kleine trojanische Begleiter der Erde in der Größenordnung von 100 Metern Durchmesser. Der Erdtrojaner (706765) 2010 TK7 wurde 2010/2011 entdeckt und bestätigt; er ist gegenwärtig an L4 gebunden; sein Durchmesser liegt mit circa 300 Metern aber deutlich über der vermuteten Größe für einen Erdtrojaner.

### Artikel
- Detaillierter Artikel des Entdeckerteams über den Asteroiden (englisch)

### Datenbanken
- Bahndaten von 2002 AA29 aus der MPEC-Datenbank (englisch)
- Physikalische Daten von 2002 AA29 aus der EARN-Datenbank (englisch)
- Asteroid Orbital Elements Database des Lowell-Observatoriums (englisch)